# Campeonato Panamericano de Ciclismo en Ruta 2019
La 34.ª edición del Campeonato Panamericano de Ciclismo en Ruta se llevó a cabo entre el 1 y el 5 de mayo de 2019 en la ciudad de Pachuca de Soto, capital del estado de Hidalgo en México, con la participación de pedalistas de veinte países del continente pertenecientes a la Confederación Panamericana de Ciclismo.
La competencia realizó a cabo pruebas de ciclismo en ruta tanto masculinas (élite y sub-23) como pruebas femeninas.
La prueba fue organizada por la Confederación Panamericana de Ciclismo adscrito a la UCI.

## Ruta

### Masculino
| Evento                            | Oro                                     | Plata                                       | Bronce                                  |
| --------------------------------- | --------------------------------------- | ------------------------------------------- | --------------------------------------- |
| Ruta (élite) (5 de mayo)          | Jefferson Cepeda · Ecuador · 4:41:26    | Alexis Camacho · Colombia · 4:41:35         | Segundo Navarrete · Ecuador · 4:41:48   |
| Ruta (sub-23) (4 de mayo)         | Santiago Montenegro · Ecuador · 3:35:43 | Julián David Molano · Colombia · 3:35:43    | Alexander Cepeda · Ecuador · 3:35:47    |
| Contrarreloj (élite) (1 de mayo)  | Brandon Rivera · Colombia · 54:10       | José Luis Rodríguez · Chile · 54:37         | Ignacio de Jesús Prado · México · 55:27 |
| Contrarreloj (sub-23) (1 de mayo) | Diego Ferreyra · Chile · 41:10          | Alexis Benjamín Quinteros · Ecuador · 43:06 | Luis López Nolasco Honduras 43:20       |

### Femenino
| Evento                            | Oro                                       | Plata                                 | Bronce                                     |
| --------------------------------- | ----------------------------------------- | ------------------------------------- | ------------------------------------------ |
| Ruta (élite) (3 de mayo)          | Ariadna Gutiérrez · México · 2:40:12      | Denisse Ahumada · Chile · 2:41:49     | Teniel Campbell Trinidad y Tobago 2:43:40  |
| Ruta (sub-23) (3 de mayo)         | Teniel Campbell Trinidad y Tobago 2:43:40 | Paula Patiño · Colombia · 2:43:40     | Daniela Atehortua · Colombia · 2:43:40     |
| Contrarreloj (élite) (1 de mayo)  | Leah Thomas Estados Unidos 28:20          | Amber Neben Estados Unidos 28:24      | Constanza Victoria Paredes · Chile · 29:37 |
| Contrarreloj (sub-23) (1 de mayo) | Teniel Campbell Trinidad y Tobago 30:40   | Jeniffer Morales · Costa Rica · 31:35 | Jeydy Pradera · Cuba · 31:48               |

## Medallero
| Núm. | País              | Oro | Plata | Bronce | Total |
| ---- | ----------------- | --- | ----- | ------ | ----- |
| 1    | Ecuador           | 2   | 1     | 2      | 5     |
| 2    | Trinidad y Tobago | 2   |       | 1      | 3     |
| 3    | Colombia          | 1   | 3     | 1      | 5     |
| 4    | Chile             | 1   | 2     | 1      | 4     |
| 5    | Estados Unidos    | 1   | 1     |        | 2     |
| 6    | México            | 1   |       | 1      | 2     |
| 7    | Costa Rica        |     | 1     |        | 1     |
| 8    | Cuba              |     |       | 1      | 1     |
| 9    | Honduras          |     |       | 1      | 1     |